# Сакізая
Сакізая (рідна назва: Сакузая, буквально «справжній чоловік»; кит.: 撒奇萊雅族; піньїнь: Sāqíláiyǎ; іноді Сакірая або Сакідая) — корінний народ Тайваню чисельністю приблизно 1000 осіб. Вони переважно живуть у Хуаляні (раніше відомій як Кірай), де зосереджена їхня культура.
Сакідзайя — австронезійський народ, здебільшого пов'язаний з іншими корінними народами Тайваню та має культурні, мовні та генетичні зв'язки з іншими австронезійськими етнічними групами, такими як етнічні групи Філіппін, Малайзії, Індонезії, Мадагаскару та Океанії.
Сакізая традиційно практикували культ предків, який включає поклоніння пантеону богів і духів предків. Однак більшість з них прийняли християнство. Їх суспільство в основному матрилінійне, і жінки часто мають авторитет. 17 січня 2007 року уряд Тайваню визнав спільноту окремою етнічною групою. До цього людей раніше класифікували як амісів, групу, де вони «ховалися» після того, як вони та їхні союзники-кавалани вели разом нищівну боротьбу проти загарбників Цін наприкінці XIX століття.

## Історія
Через те, що вони змішувалися з іншими народами, вихідна генетична ідентичність сакізайя невідома. За одним дослідженням, вони тісно пов'язані з північними та середніми амісами. Здається, вони також мають певні генетичні риси з іншими корінними групами, а також з тайванськими ханьцями, хоча це могло бути результатом змішаних шлюбів. У їх популяції відсутні гаплогрупи С2 і С3.

### Рання історія
Значна частина історії сакізая невідома. Невідомо, коли сакізая або їхні предки вперше прибули на Тайвань. За даними деяких експертів, перших людей на острів прибуло 15 тисяч років тому і виживання залежало від морського життя. Неолітичні народи почали прибувати 6000 років тому, що дозволило появі сільського господарства, домашніх тварин, тесла з полірованого каменю та кераміки. Наявність цих тесел свідчить про зв'язок з островами Пенху, де ці об'єкти поширені.

### Колоніальна епоха
Перший контакт із громадою за межами Формози відбувся в XVII столітті, коли прибули голландці та іспанці. Саме в цей час був написаний іспанський документ 1636 року про назву та діяльність народу. З тих пір не було жодних повідомлень про зовнішні контакти аж до XIX століття.

### Кареванський інцидент
У 1878 році сакідзайя та їхні союзники-кавалани вели нищівну битву проти цинських загарбників. Ця подія закінчилася катастрофою для обох громад, внаслідок чого багато їхніх членів були вбиті в результаті події, яка називається «Такобованський інцидент» (також відомий як «Галееванський інцидент» або «Каляванська битва»). Інші були витіснені поселенцями Хань. Сакізая, що залишилися, тим часом були змушені змішатися з іншими народами, такими як аміси, з наміром захистити свою ідентичність.
Коли японці правили Тайванем у 1895 році, антропологи класифікували людей як підгрупу амісів. Люди, однак, непомітно зберігали свою власну культуру та мову, що продовжувалося протягом наступного століття.

### Новий час
У 2004 році громада подала петицію про офіційний статус етнічної групи до Ради корінних народів на основі історичних, мовних і культурних даних. Це було офіційно подано 13 жовтня 2005 року. Зрештою петицію було схвалено 17 січня 2007 року, визнавши їх окремою етнічною групою.
Як і інші тайванські аборигени, Сакідзая стикаються з сучасними соціальними та економічними проблемами. До них відноситься урбанізація молоді, явище, яке може вплинути на її культуру.

## Мова
Мова сакізая була класифікована як діалект натаоранської аміської мови, формозської мови, яка належить до австронезійської мовної сім'ї. Проте Національний університет Ченчі відкрив класифікацію для дебатів, заявивши, що Сакізая залишається 60–70 % відрізняється від аміської мови, незважаючи на те, що дві групи живуть разом. Нині зафіксовано близько 2 тис. носіїв мови.
Люди також розмовляють кількома іншими мовами. До них належать мови, якими розмовляють народи, де вони проживали, такі як аміська і мандарин, офіційна мова країни.

## Релігія
Сакізая сповідує різні релігії. До них належать традиційні вірування, в яких поєднуються аспекти культу предків і анімізму. Деякі також можуть сповідувати християнство.
Традиційні релігійні вірування сакізая зараз зазнають зовнішнього тиску, оскільки багато представників племені, можливо, прийняли християнство. Загроза посилюється зростаючим значенням християнства для суспільства.

### Культ предків/анімізм
Відомо, що люди практикують культ предків. Вони вірять у пантеон духів предків і божеств, відомих як dito, подібних до kawas у амісів, а також до anito у філіппінців. Вони вважаються «мінливими, як погода», тому для спілкування з ними потрібні священики або mapalaway. Вони невидимі для більшості людей, хоча відомо, що вони мають червоний колір. З цими духами пов'язано кілька повір'їв, наприклад про вагітність і смерть. Батьківщиною дито є гора Мейлун у Хуаляні, через яку проходять померлі, перш ніж остаточно відпочити в морі.

#### Боги і ритуали
Сакізая мають кількох богів. Кілька прикладів включають Малатау‧Отокі, божество духу світу, Оліпонга, бога, який «відганяє хвороби», і Таламана або Таконавана, бога бідних. Особистий діто людини стає богом смерті після смерті.
Ритуали практикуються, щоб задобрити dito і часто імітують ритуали, які виконуються іншими австронезійськими народами. Практика їх диктується відповідно до пір року: весна або пасаваан, літо або ралод, осінь або садінсінг і зима або касінаван. Прикладом таких є Паламал або «Поклоніння богу вогню».
За японським документом, кілька ритуалів пов'язані з основними продуктами харчування, пшоном або хавай і сухим рисом або типусом. Серед них «Ритуал посіву проса», «Рибальський ритуал», «Ритуал збирання», «Ритуал збору врожаю» та «Ритуал зберігання», які базуються на зростанні проса.

### Християнство
Ще одна релігія, яку сповідує якийсь Сакідзая, — це християнство. Релігія вперше з'явилася на Формозі в епоху європейської колонізації. Його офіційна поява відбулося в 1627 році, під час прибуття Георгія Кандідія, першого священика, який ступив на острів. За словами цього місіонера, навернення тубільців було ефективним. Навернення було настільки успішним, що невдовзі місцеві священики стали необхідністю. Цей успіх, однак, був недовгим, оскільки християни зазнали переслідувань після приходу китайців. Лише наприкінці XX століття ця релігія почала відроджуватися.
Нині майже 70 % тайванських тубільців сповідують християнство, хоча точна кількість сакідзайців, які сповідують цю релігію, невідома. Релігія стала ефективною у підтримці соціальної єдності, яка утримувалася традиційними практиками.

## Суспільство і культура
Було розкрито лише кілька аспектів суспільства та культури сакізая. Відомо, що у них матрилінійна спільнота. Жінки у родині часто мають авторитет.
З точки зору виживання важливе значення мають риболовля та полювання. Вирощування рису також становить важливий аспект виробництва їжі. Вважається, що ця практика була отримана через каваланів. Пшоно важливе як джерело їжі та як спосіб визначення святкових подій.
Золоті мантії зазвичай носять важливі лідери громад під час особливих урочистостей. Серед спільноти колись був поширеним хедхантинг, але наразі вийшов з практики.
Культура сакізая знаходиться під загрозою через невелику, але стабільну урбанізацію молоді. Зусилля щодо збереження їхньої культури були ініційовані урядом, який вважає, що це може бути корисним для екотуризму.
Воїн ЗСУ Цзен Шенґуан був з народу Сакізая.

### Віково-класові системи
За даними японських дослідників, чоловіки сакідзая поділяються на системи вікового класу, відомі як sral, де вони залишаються близько п'яти років. Від дитинства до 15 років хлопчиків класифікують у дитячий клас або вава. Незабаром вони беруть участь у ритуалі, відомому як масатрот, і проходять навчання в домі молоді або талаоні, де вчаться виконувати накази, а також певні команди. Як тільки вони досягли цього, вони переходили до підготовчого молодіжного класу або капах і залишалися там до 23 років. років, коли вони нарешті досягають вищого класу.